# Justicia fulvicoma
Justicia fulvicoma là một loài thực vật có hoa trong họ Ô rô. Loài này được Cham. & Schltdl. mô tả khoa học đầu tiên năm 1831.

## Hình ảnh

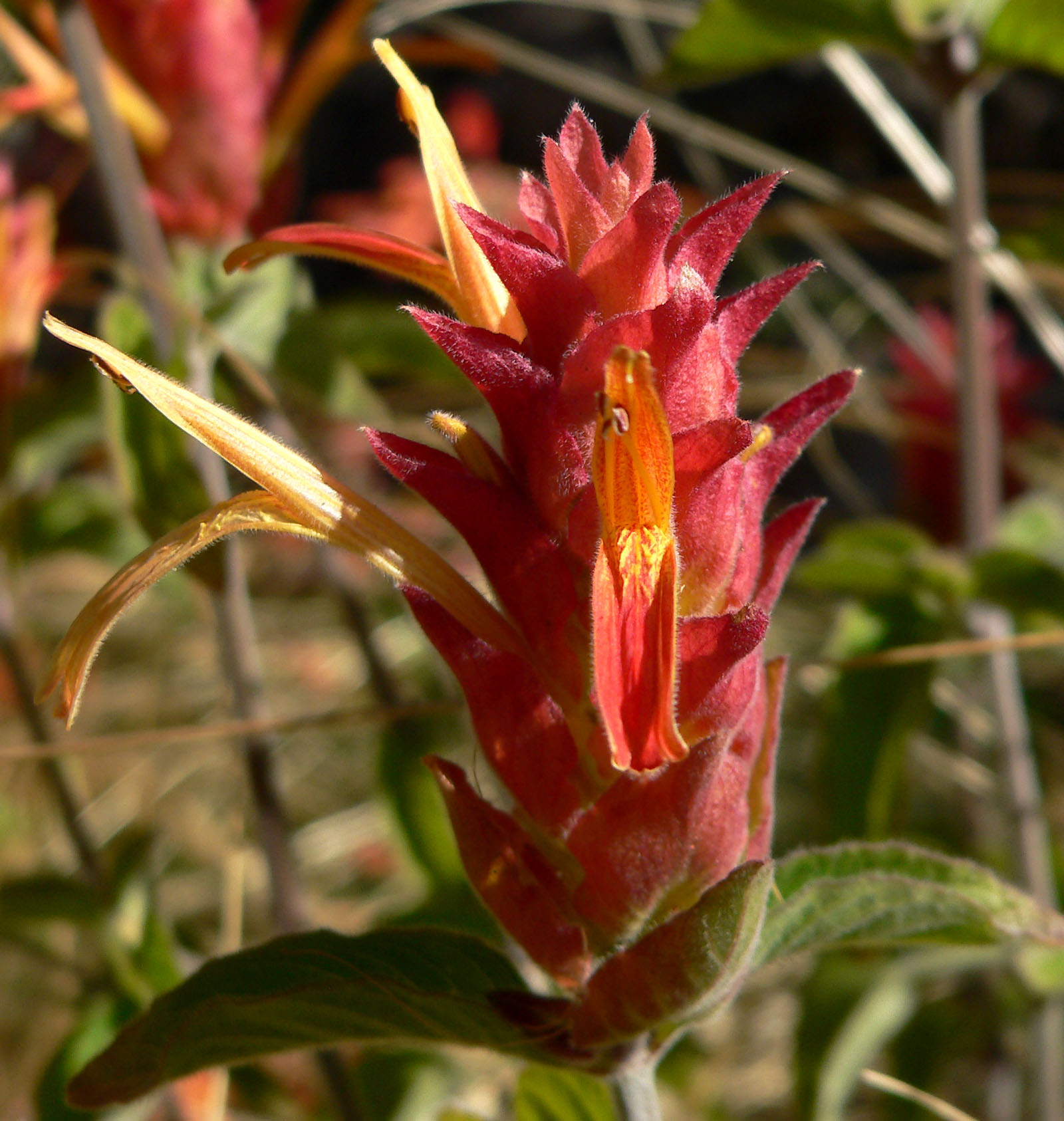
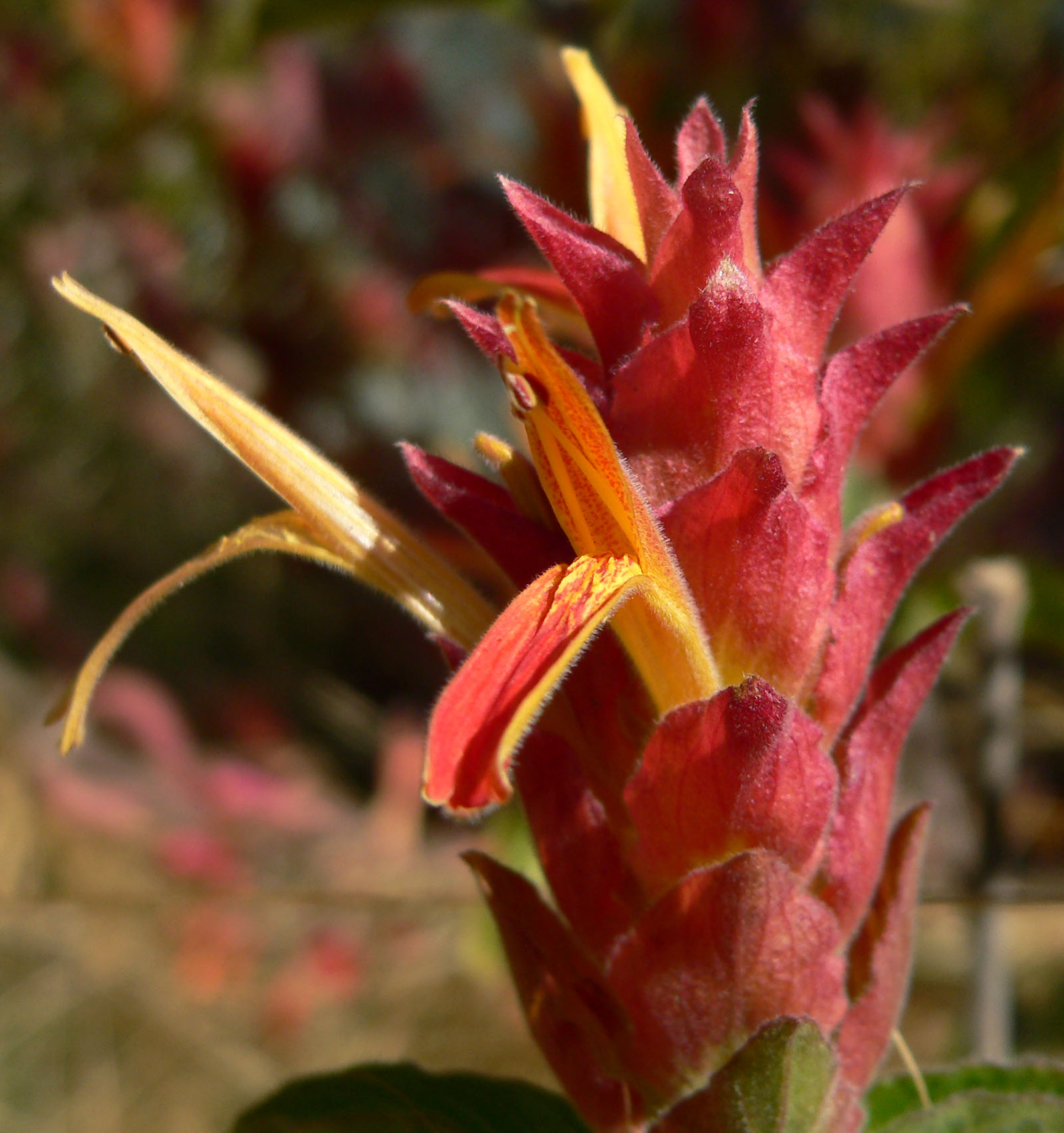